# NÖLB Mh
Die Reihe Mh der Niederösterreichischen Landesbahnen (NÖLB) ist eine Schmalspur-Stütztenderlokomotive, die ursprünglich für die Bergstrecke der Mariazellerbahn konstruiert wurde. Die Bezeichnung der Lokomotiven rührt von M als Anfangsbuchstabe von Mariazell her.

## Konstruktion

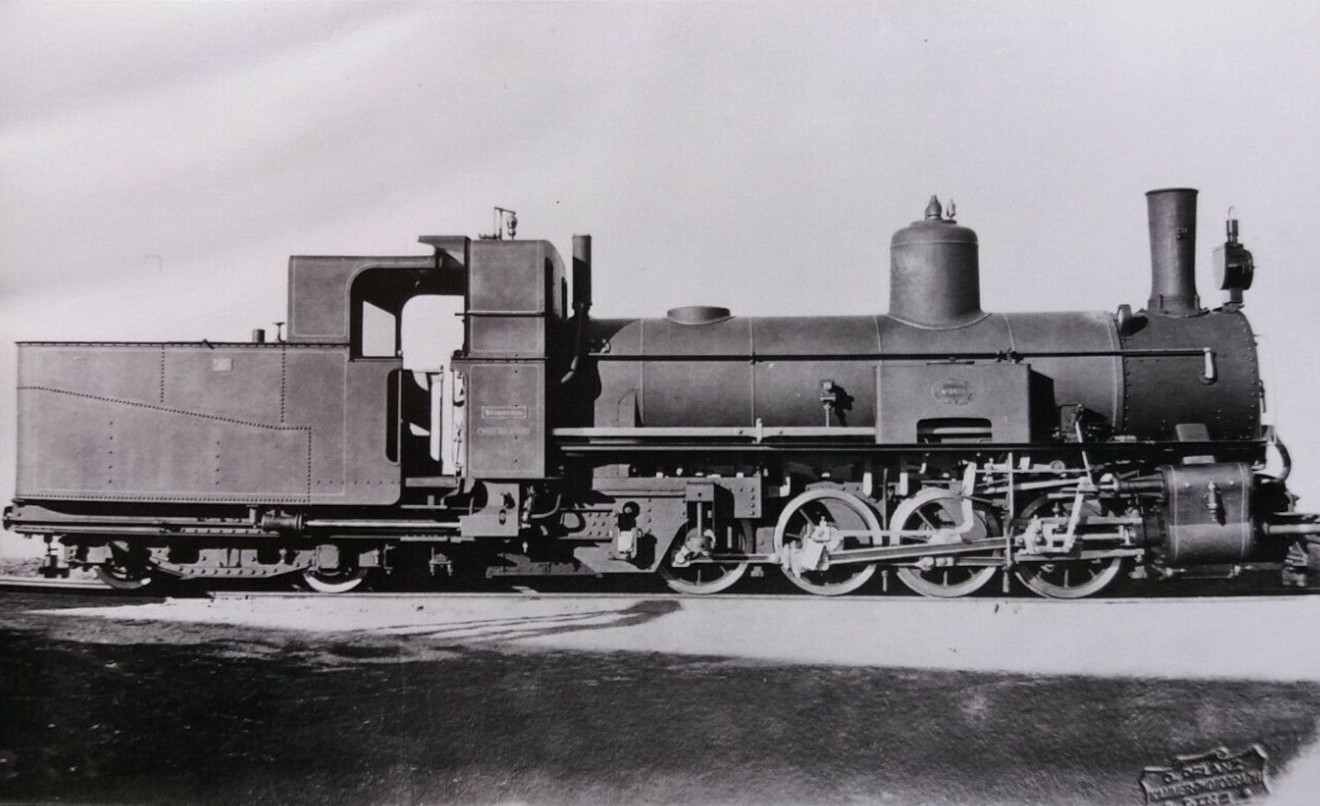
Werksfoto der Mh.3 von 1906

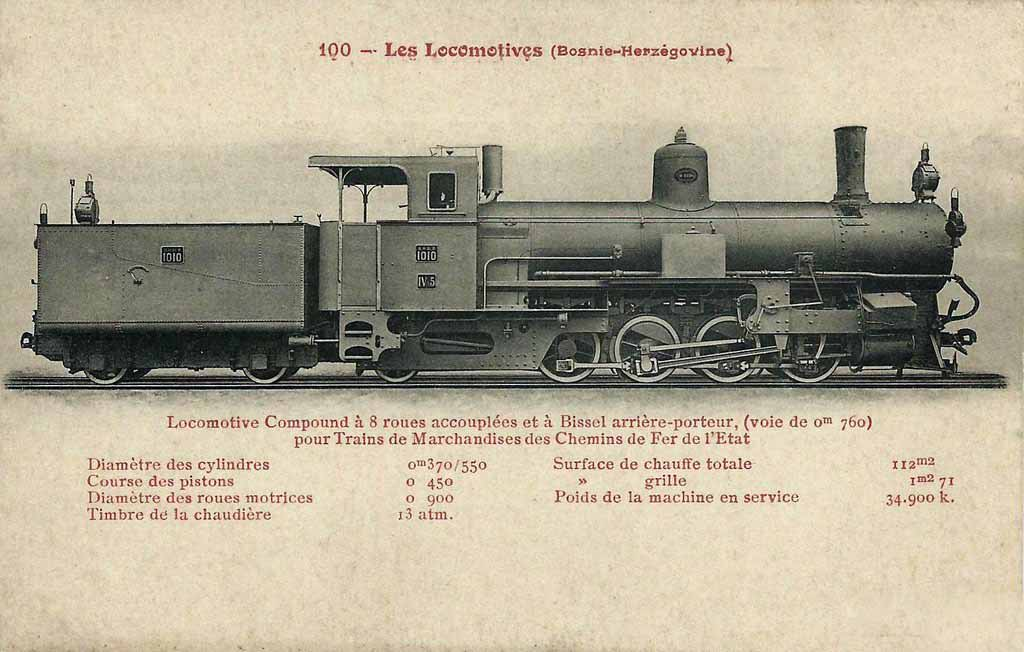
Konstruktives Vorbild: BHStB IVa5 (ab 1903)

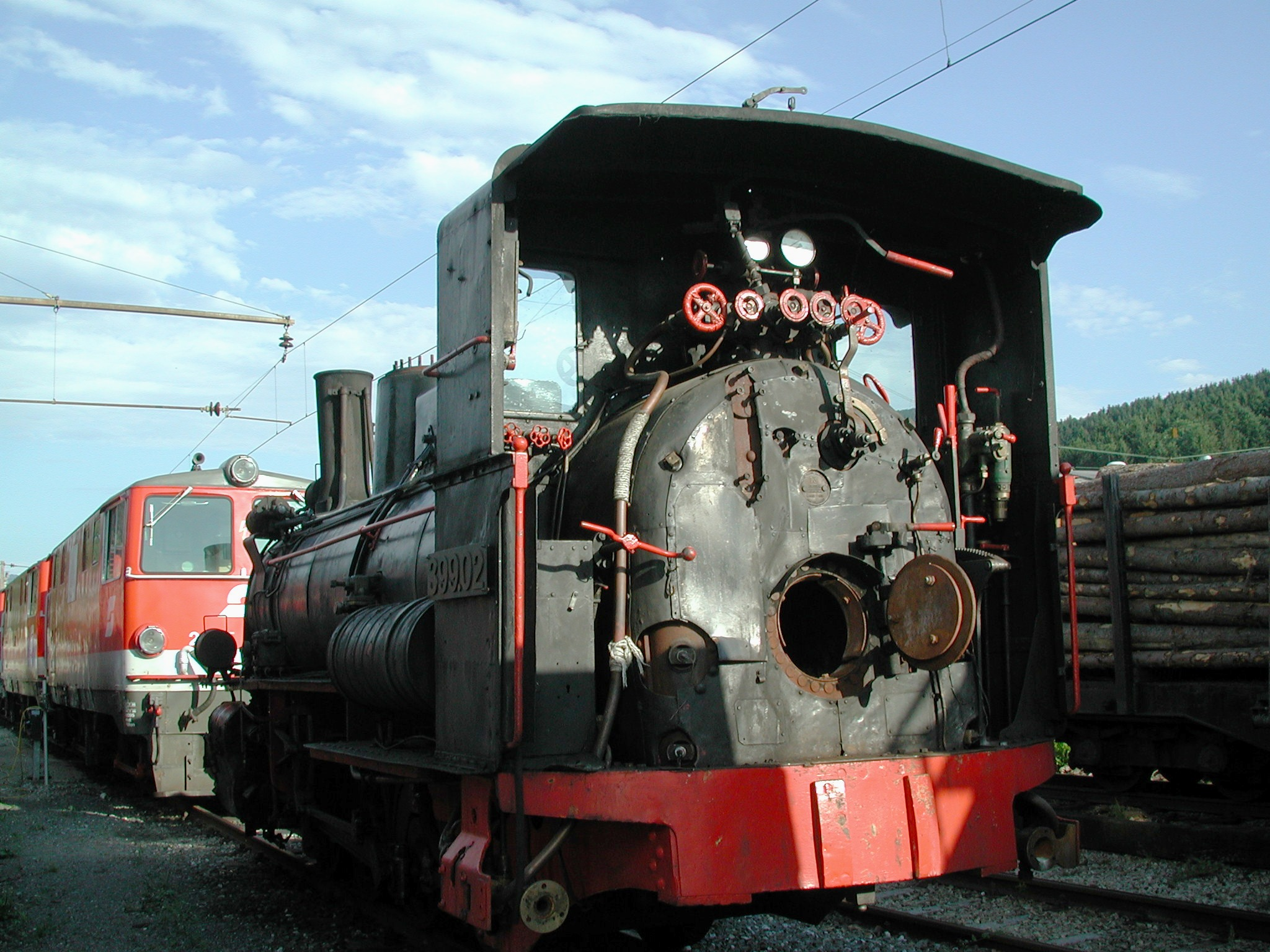
Einblick in den Führerstand der vom Stütztender getrennten 399.02

Entstanden sind die Maschinen aus dem Bedarf heraus, für die im Bau befindliche Bergstrecke der Mariazellerbahn von Laubenbachmühle nach Mariazell leistungsfähigere Schmalspurlokomotiven als bislang zur Verfügung zu haben. Die bereits vorhandenen Lokomotiven der Reihen U, Uv und Uh wurden für die anspruchsvoll trassierte Gebirgsbahn mit ihren langen Steigungen als zu leistungsschwach angesehen. Außerdem waren deren Vorräte für die dann 91 km lange Strecke auch zu klein.
Gute Erfahrungen mit Vierkupplern auf anspruchsvoll trassierten Strecken hatten die Bosnisch-Herzegowinischen Staatsbahnen bereits ab 1903 mit den Verbundlokomotiven der Reihe IVa5 gemacht, auf deren Konzeption die Baureihen Mv und Mh aufbauten. Wie bei den NÖLB Uv und Uh baute man wiederum eine Naßdampf-Verbund-Variante und eine Heißdampfausführung. Weiteres Vorbild waren die bereits zwanzig Jahre zuvor bei der Lokomotivfabrik Floridsdorf entstandenen Stütztender-Lokomotiven der kkStB-Reihe 79 für die Arlbergbahn. Im Gegensatz zu diesen bewährten sich die Schmalspurmaschinen jedoch auf Anhieb.
Um ein möglichst hohes Reibungsgewicht von 30 Tonnen sowie einen guten Kurvenlauf zu erzielen, wählte man im Gegensatz zur kurz zuvor entstandenen bosnischen IVa5 eine Konstruktion mit einem Krauss-Stütztender und der Achsfolge D2’. Die Achsen des Stütztenders sind in einem Drehgestell gelagert, der Tender als Ganzes ist am Hauptrahmen der Lokomotive angelenkt und stellt die vierte Kuppelachse nach Art eines Krauss-Helmholtzgestells ein. Die erste Kuppelachse und die spurkranzlose Treibachse sind fix im Rahmen gelagert, während die zweite und vierte Achse seitliches Spiel haben. Diese Konstruktion ohne festen Radstand ermöglicht einen optimalen Lauf bei Bogenradien von 80 m.
Eine Einschränkung war die mit 7,5 t etwas geringere zulässige Achslast gegenüber der IVa5 (8,0 t) und die Vorräte im Tender waren auch deutlich geringer.

### Mv
Das Triebwerk mit den großen Flachschiebern entsprach weitgehend dem der IVa5 (gleiche Zylinder- und Treibradabmessungen), der Kessel der Mv besaß jedoch eine etwas geringere Rost- und Verdampfungsheizfläche.

### Mh
Das Triebwerk und der Kessel der Mh mussten ohne konkretes Vorbild entworfen werden, die Dimensionen erwiesen sich aber als sehr gelungen. Fahrgestell und Tender waren gleich wie bei der Mv ausgeführt.
Der Antrieb erfolgt durch eine Heißdampf-Zwillingsdampfmaschine mit entsprechenden Kolbenschiebern. Wie schon bei der NÖLB Uh ergab sich eine wesentliche Einsparung von Wasser und Kohle gegenüber den Verbundlokomotiven.
Die Leistung reichte aus, um Züge mit bis zu 120 t bei einer Geschwindigkeit von 30 km/h über die durchschnittlich 23 ‰ steile Rampe zwischen Laubenbachmühle und Gösing zu befördern.

## Geschichte

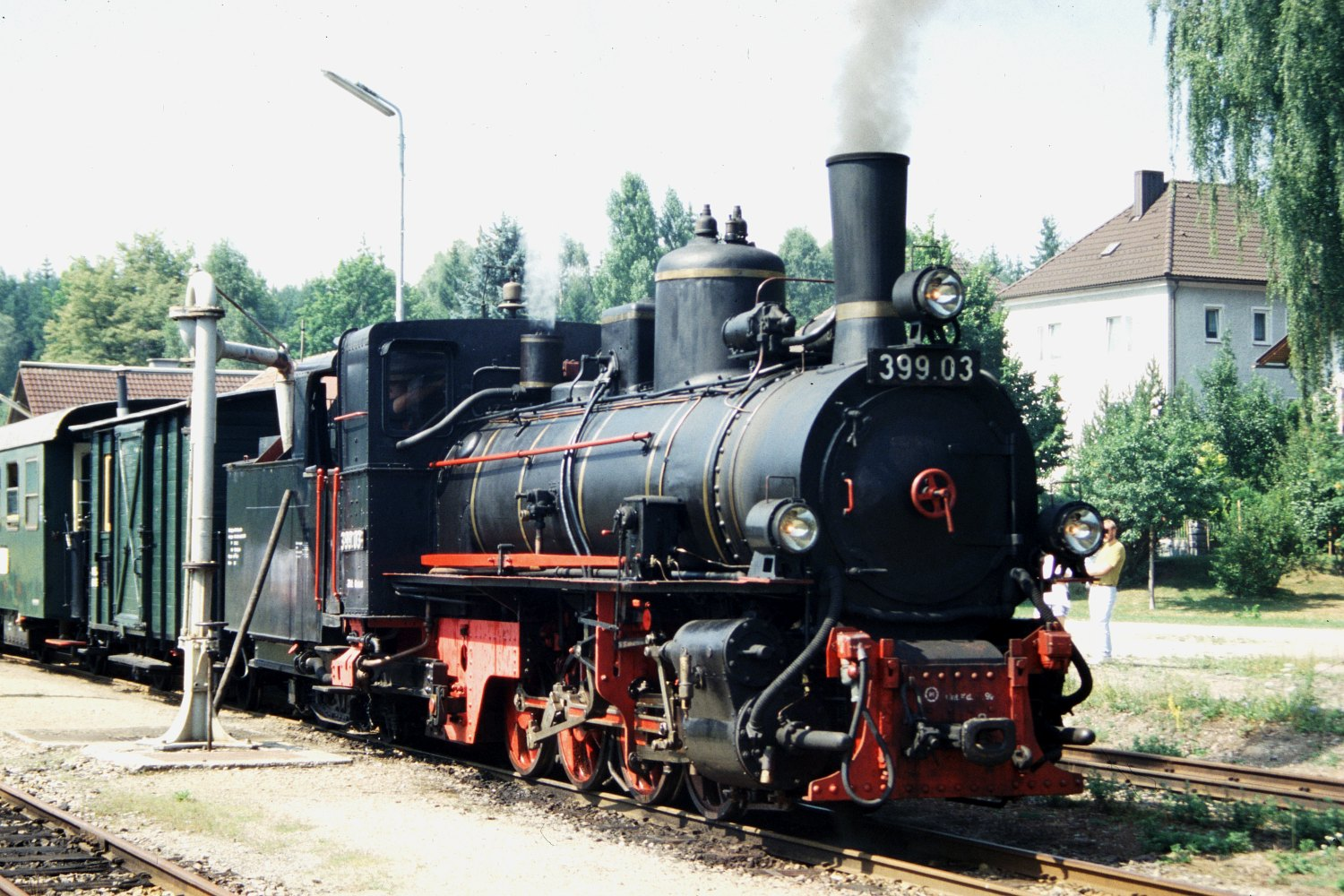
399.03 im Zustand der ÖBB

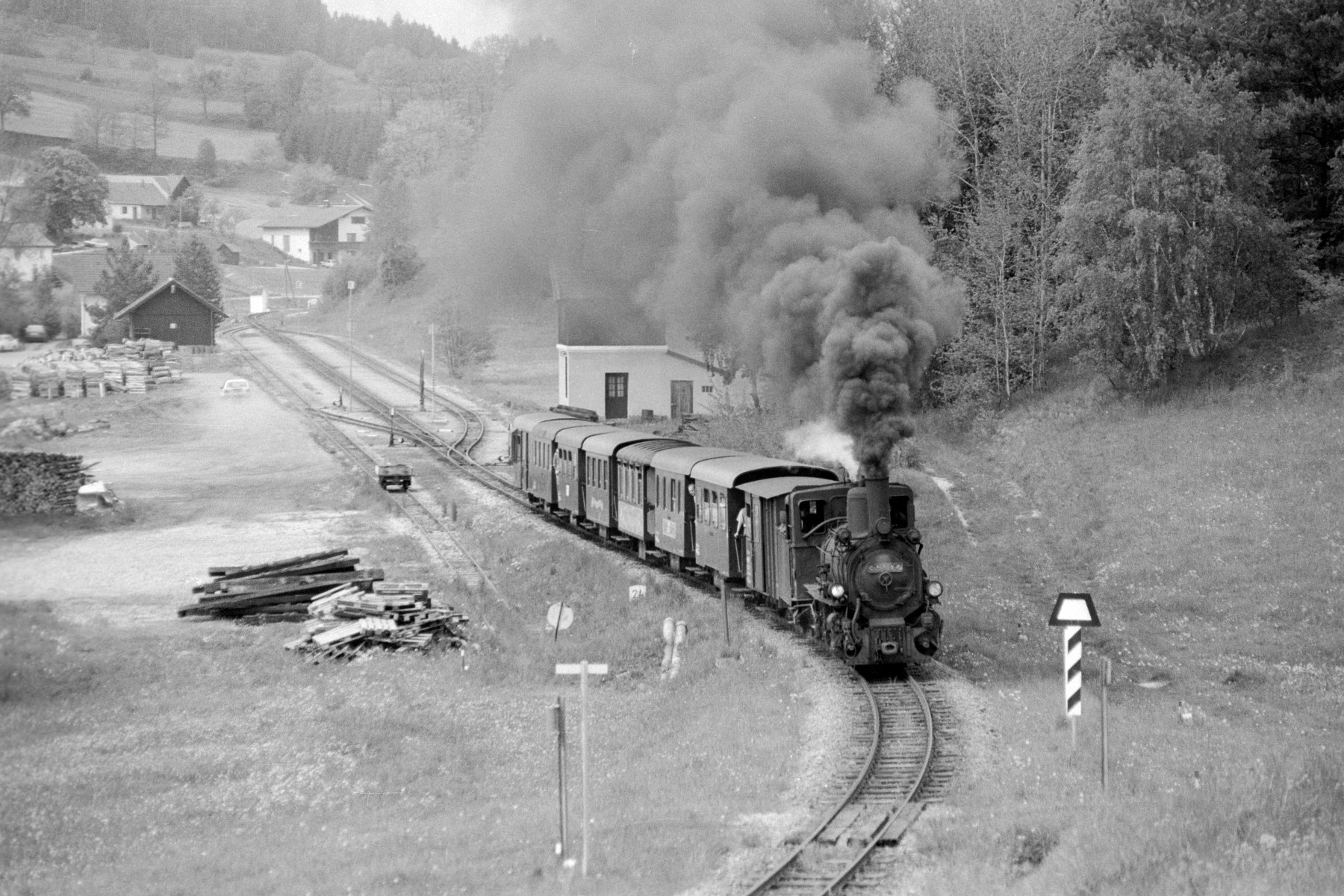
399.02 bei der Ausfahrt aus Steinbach-Groß Pertholz

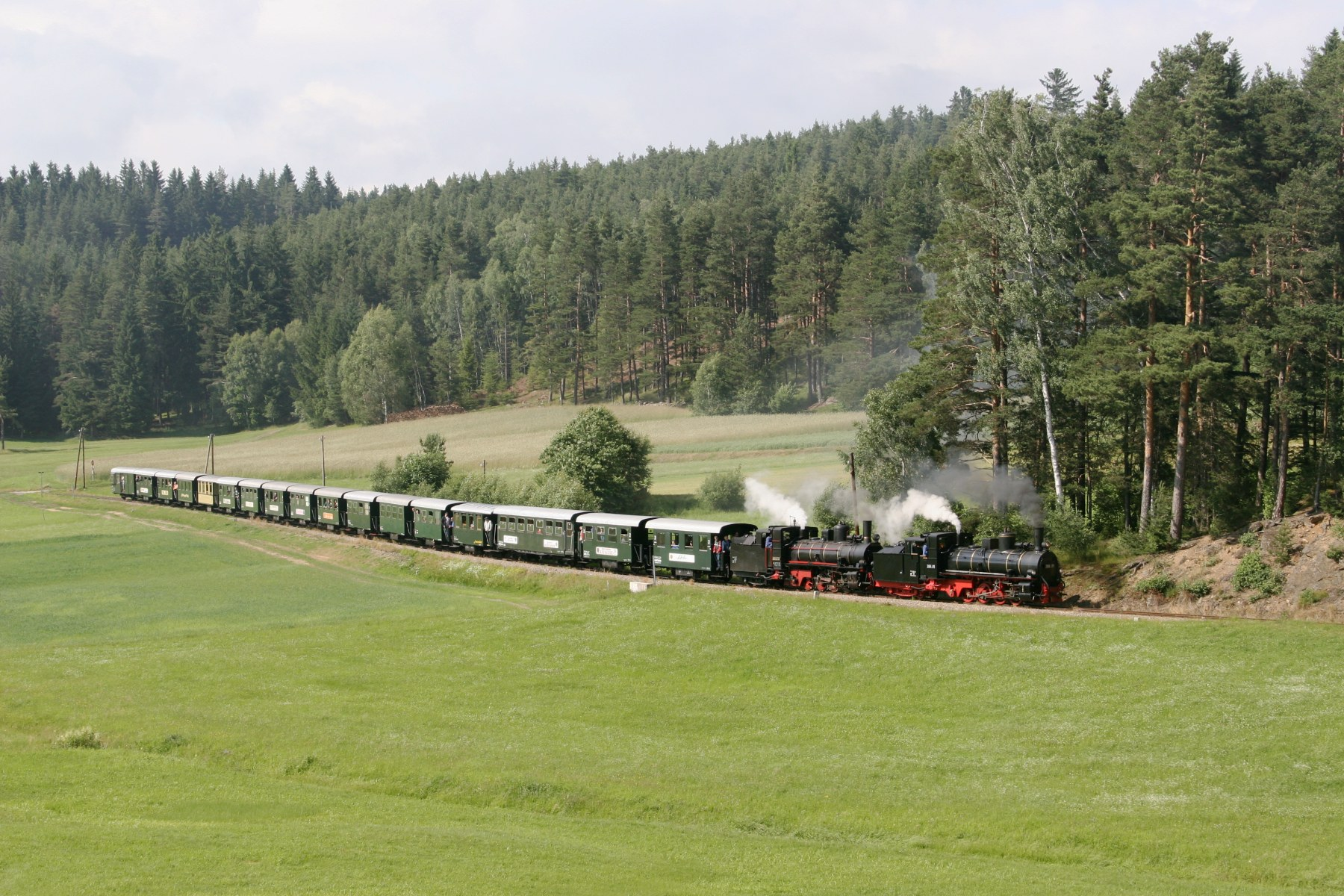
Sonderzug mit zwei 399 zwischen Langschlag und Groß Gerungs

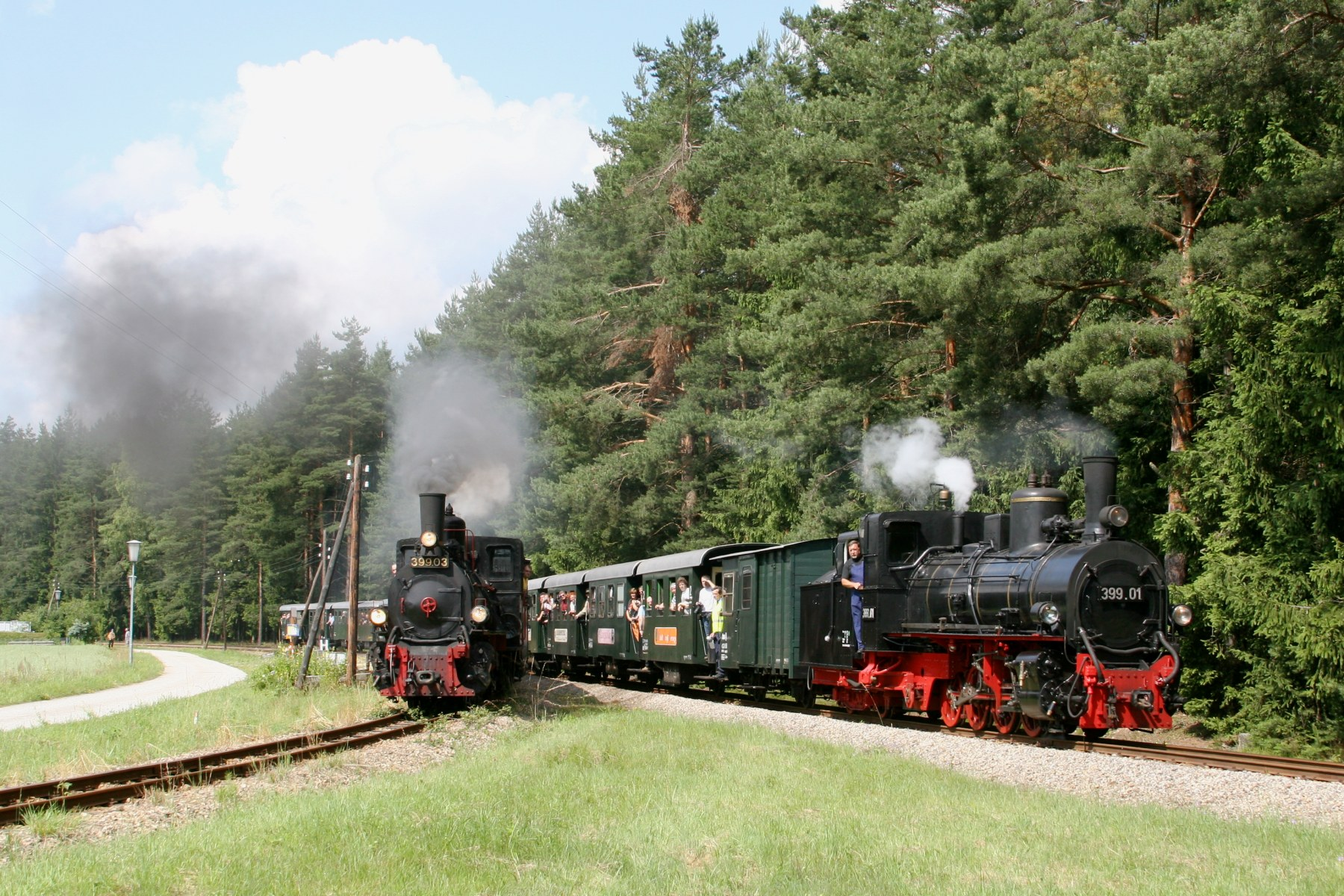
Doppelausfahrt bei Alt-Nagelberg

Nachdem sich die erste Heißdampflok der Niederösterreichischen Landesbahnen (Uh.1) sehr gut bewährt hatte, bestellten die NÖLB bei der Lokomotivfabrik Krauss & Comp. Linz für die Bergstrecke zunächst vier Heißdampflokomotiven (Bezeichnung Mh.1 bis Mh.4), die 1906 geliefert wurden. Zu Vergleichszwecken wurden weiters zwei Nassdampf-Verbundlokomotiven bestellt, welche die Bezeichnung Mv.1 und Mv.2 erhielten und 1907 in Betrieb genommen wurden.
Da sich die Heißdampfvariante im Betrieb besser bewährte, wurden 1908 noch zwei Maschinen dieser Bauart beschafft (Mh.5 und Mh.6). Diese beiden Lokomotiven waren ursprünglich mit einem Kobelschornstein als Funkenfänger ausgestattet.
Das hohe Fahrgastaufkommen machte jedoch nach wenigen Jahren die Elektrifizierung der Strecke nach Mariazell und Gußwerk erforderlich, sodass die Dampflokomotiven ab 1911 nur mehr auf der abzweigenden Lokalbahn Ober-Grafendorf–Gresten (der sogenannten „Krumpe“) eingesetzt wurden. Im Ersten Weltkrieg kamen die Mh.1–5 in Bosnien zum Einsatz, in der Zwischenkriegszeit fuhren die Lokomotiven dann auch auf der Ybbstalbahn und den Waldviertler Schmalspurbahnen.
Nach 1938 reihte die Deutsche Reichsbahn die Mv als 99 1101–1102 und die Mh als 99 1111–1116 ein. Von den ÖBB wurden 1953 die Lokomotiven der Reihe Mh in 399 umgezeichnet und die der Reihe Mv in 299. Auf der „Krumpe“ waren die Mh bis zur Beschaffung leistungsfähiger Diesellokomotiven der Reihe 2095 (um 1960) für schwere Güterzüge unerlässlich. In der Folge fanden sie auch auf anderen österreichischen Schmalspurbahnen Verwendung, z. B. den Waldviertler Schmalspurbahnen, der Vellachtalbahn in Kärnten und der Pinzgaubahn.
Ab etwa 1970 konzentrierte sich der Bestand der Reihe 399 dann im Waldviertel, wo sie bis in die 80er Jahre hinein einen Großteil des Gesamtverkehrs bewältigten. Infolgedessen entwickelten sich die Waldviertler Schmalspurbahnen zu einem beliebten Reiseziel für Eisenbahnfreunde aus ganz Europa. Erst als die Bregenzerwaldbahn 1982 eingestellt wurde, stand durch die dort freigewordenen Dieselloks der Reihe 2095 die Ablösung im Plandienst an, die sich allerdings bis 1986 hinzog. Auch danach erfolgten noch zahlreiche Einsätze als Reservemaschinen vor Planpersonen- und Güterzügen. Diese endeten erst, als der Verkehr auf den Waldviertler Schmalspurbahnen bis 2001 schrittweise eingestellt wurde.

## Verbleib Mh
Die Lokomotiven der Reihe Mh sind noch sämtlich erhalten und teilweise auch fahrbereit, sie werden heute für Nostalgiefahrten eingesetzt.
Mit der Übergabe einiger niederösterreichischer Nebenbahnen an die NÖVOG wechselten auch die 399.01, 02, 04 und Mh.6 den Besitzer. Die 399.02 und 04 waren vorerst weiterhin in Gmünd als Ersatzteilspender hinterstellt, die 399.01 war 2011 im Einsatz und kam Mitte 2012 mit einem Kesselschaden ins Dampflokwerk Meiningen, von wo sie Ende Mai 2013 als Mh.1 beschriftet wieder zurückkehrte. Im Oktober 2024 wurde die Mh.1 per Sattelschlepper auf der Straße nach Meiningen zur Generalüberholung überstellt. Gerechnet werde seitens des Leiters der Waldviertelbahn, Herbert Frantes, mit Kosten in Höhe von rund 720.000 bis 750.000 Euro.
Die 399.02 wurde 2014 an die Salzburg AG verkauft, wo sie zunächst in Zell am See bei der Pinzgauer Lokalbahn nicht betriebsfähig hinterstellt war. Sie wurde mittlerweile an die Österreichische Gesellschaft für Eisenbahngeschichte (ÖGEG) als nicht vollständiger Ersatzteilspender weiterverkauft. Die 399.03 wurde ebenfalls an die Salzburg AG verkauft und steht unter ihrer ursprünglichen Bezeichnung Mh.3 auf der Pinzgauer Lokalbahn vor Nostalgiezügen im Einsatz.
Die von der NÖVOG wieder als Mh.4 bezeichnete 399.04 wurde bis 2015 in Meiningen aufgearbeitet und absolvierte am 26. November 2015 erfolgreich ihre Belastungsprobefahrt auf den Waldviertler Schmalspurbahnen mit neun Personenwagen.
Die 399.05, die zuletzt 1990 im Dienst stand, wurde nach ihrer Ausmusterung von einer Privatperson erworben und 2009 an die ÖGEG (Steyrtalbahn) verkauft. Eine betriebsfähige Aufarbeitung der im Bahnhof Grünburg hinterstellten und teilweise zerlegten Maschine, eventuell mit der 399.02 als Ersatzteilspender, ist geplant. Problematisch ist dabei allerdings der geringere Mindestradius von nur 60 m auf der Steyrtalbahn.
Die Mh.6 wurde bis 1993 vom ehemaligen Lokführer Erich Dürnecker in den Ursprungszustand zurück versetzt und wird vom Eisenbahnclub Mh.6 in Ober-Grafendorf betreut. Sie ist  an einigen Wochenenden in den Sommermonaten auf der von der NÖVOG betriebenen Mariazellerbahn unterwegs.

## Verbleib Mv
Im Gegensatz zu den Lokomotiven der Reihe Mh bewährten sich die Mv nicht besonders, prinzipbedingt ergibt sich neben dem Mehrverbrauch auch eine deutlich geringere Anfahrzugkraft.
Sie wurden ab 1922 im Waldviertel eingesetzt und nach dem Erscheinen der ersten neuen Schmalspurdieselloks der Reihe 2095 schließlich Anfang der 60er Jahre abgestellt. Auf ihre noch brauchbaren Rahmen wurden nach der 1973 erfolgten formellen Ausmusterung Schneepflüge aufgebaut (98.550 und 551), es blieb kein Exemplar erhalten. Dieses Schicksal teilen interessanterweise auch die Verbundlokomotiven der Reihe IVa5, von denen ebenfalls keine erhalten blieb.

## Bildergalerie

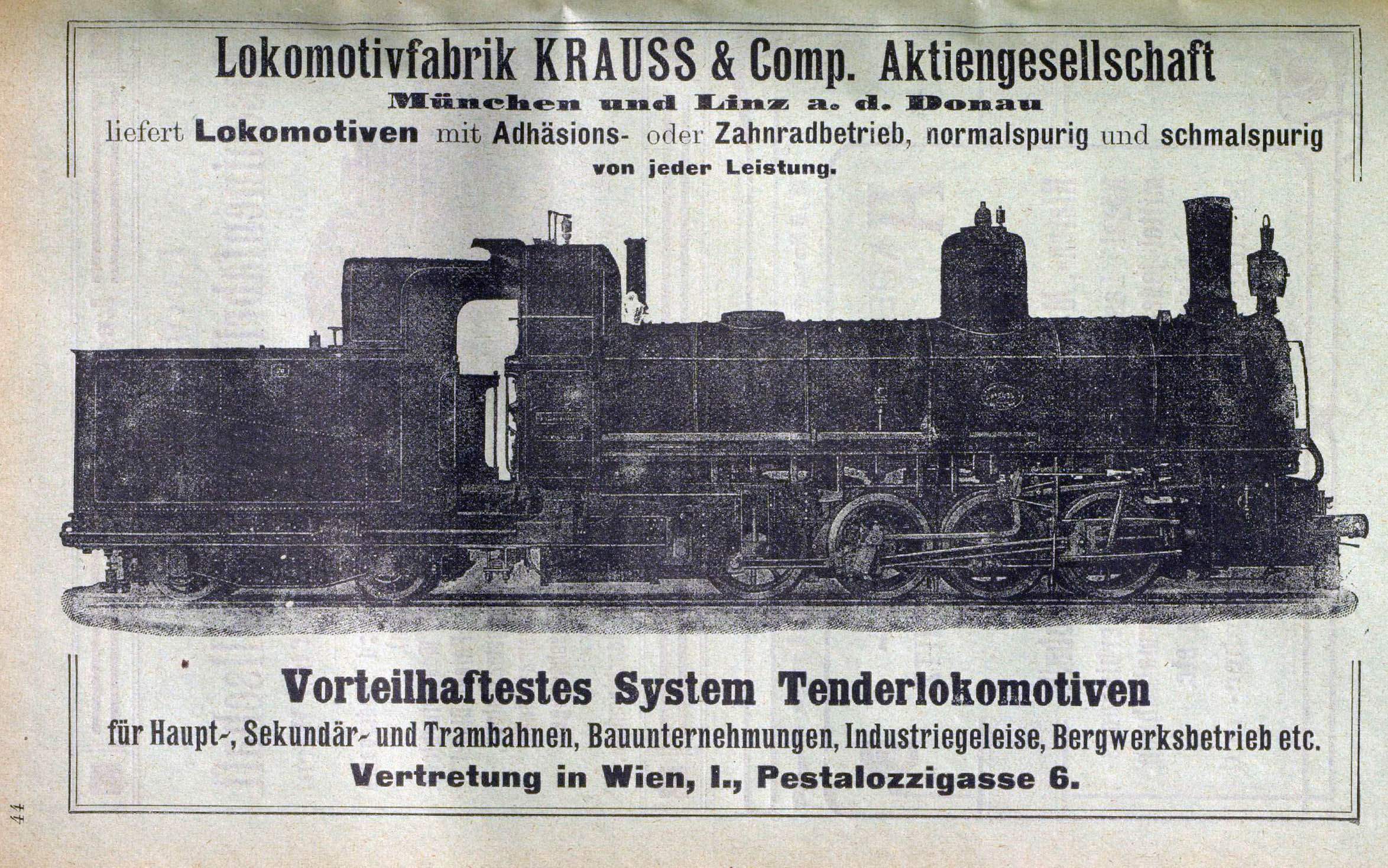
Werbeanzeige von Krauss & Comp. mit einer Mh (ca. 1906)
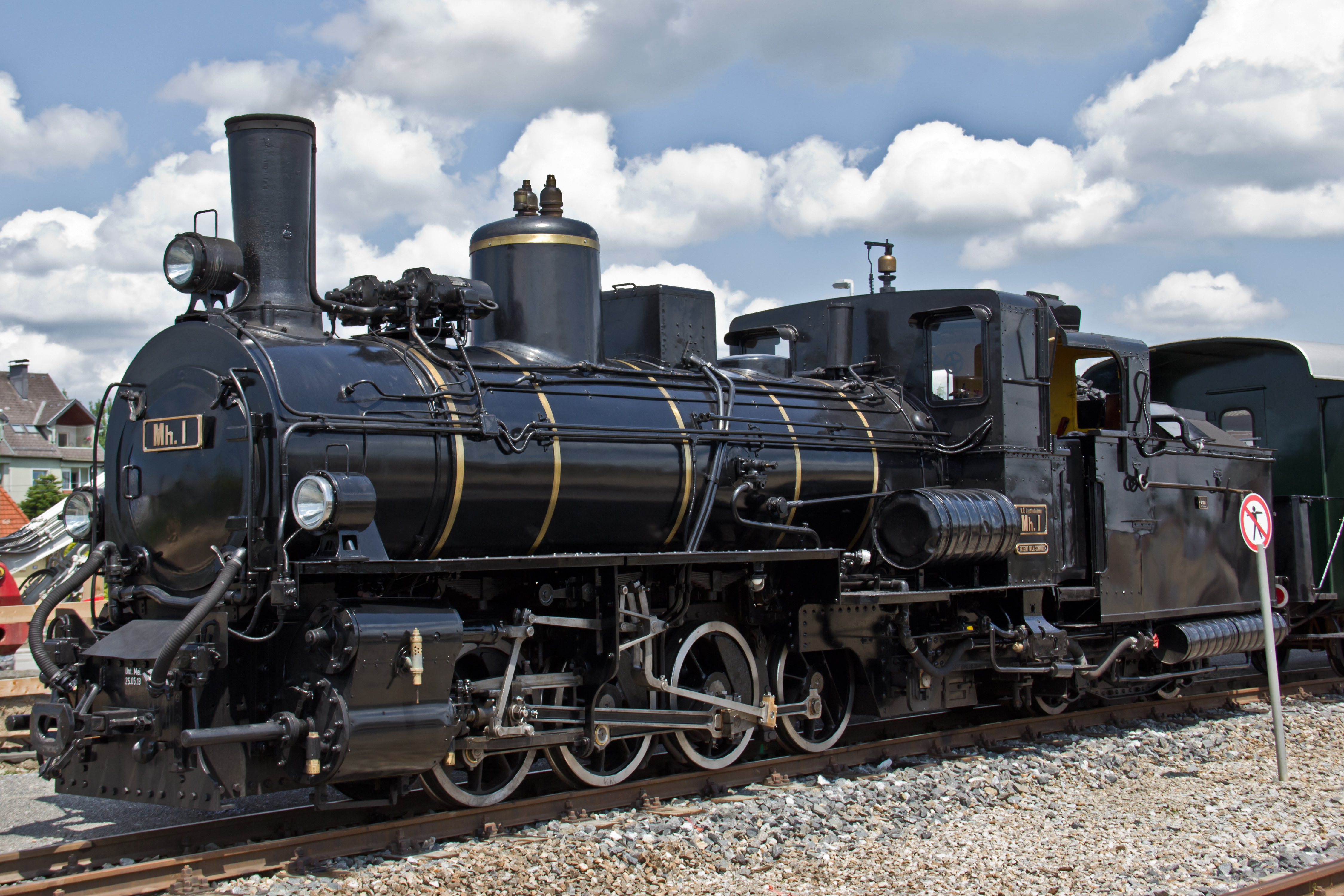
Mh.1 in Gmünd (2013)
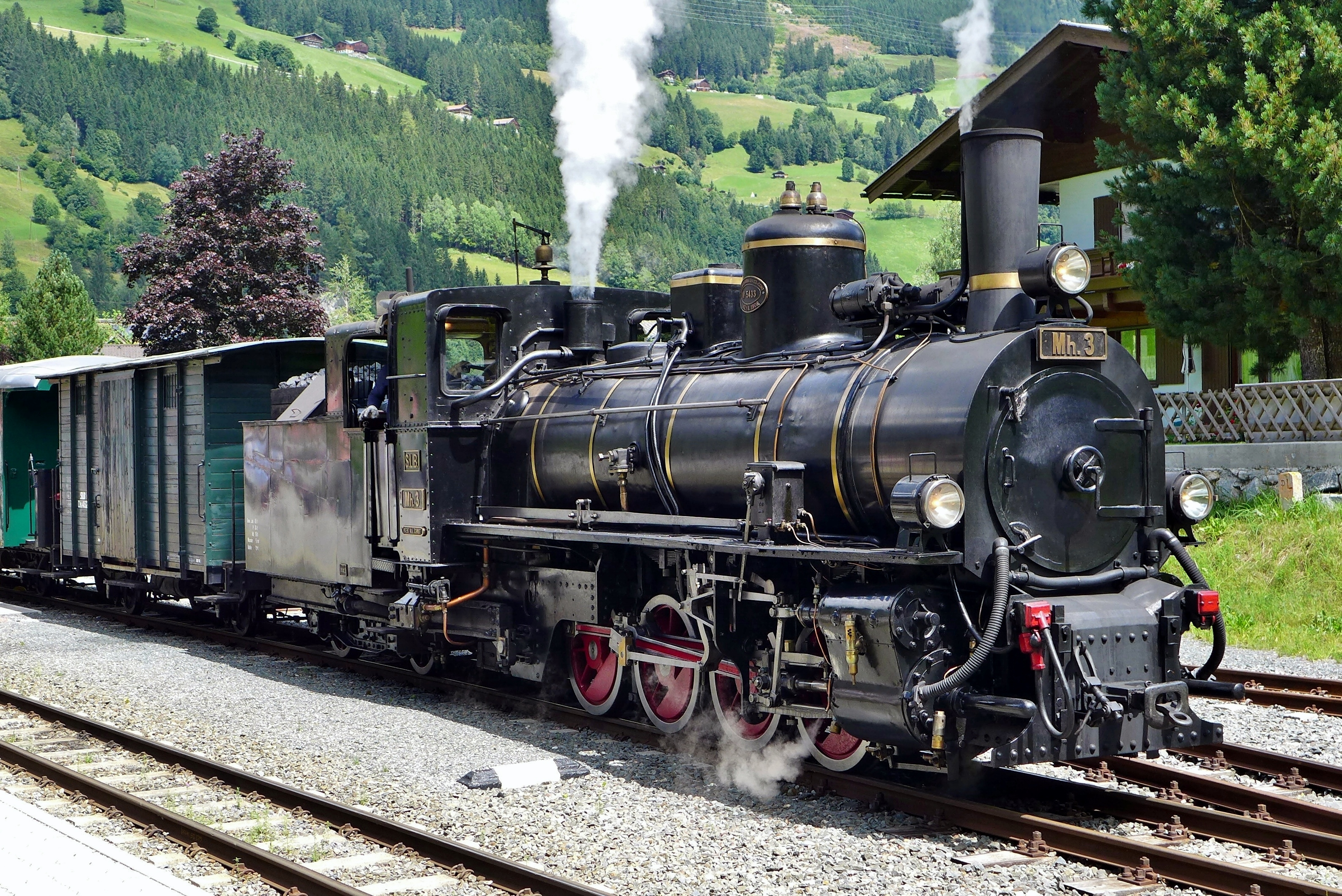
Mh.3 auf der Pinzgaubahn (2014)
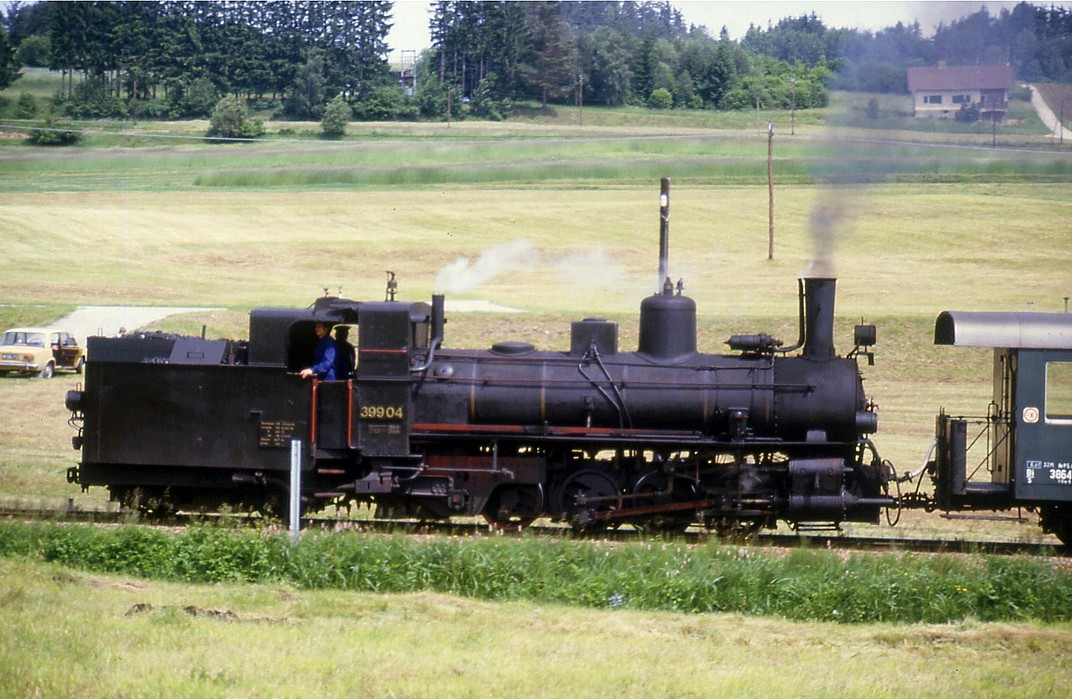
399.04 im Planbetrieb bei Groß Gerungs (1985)
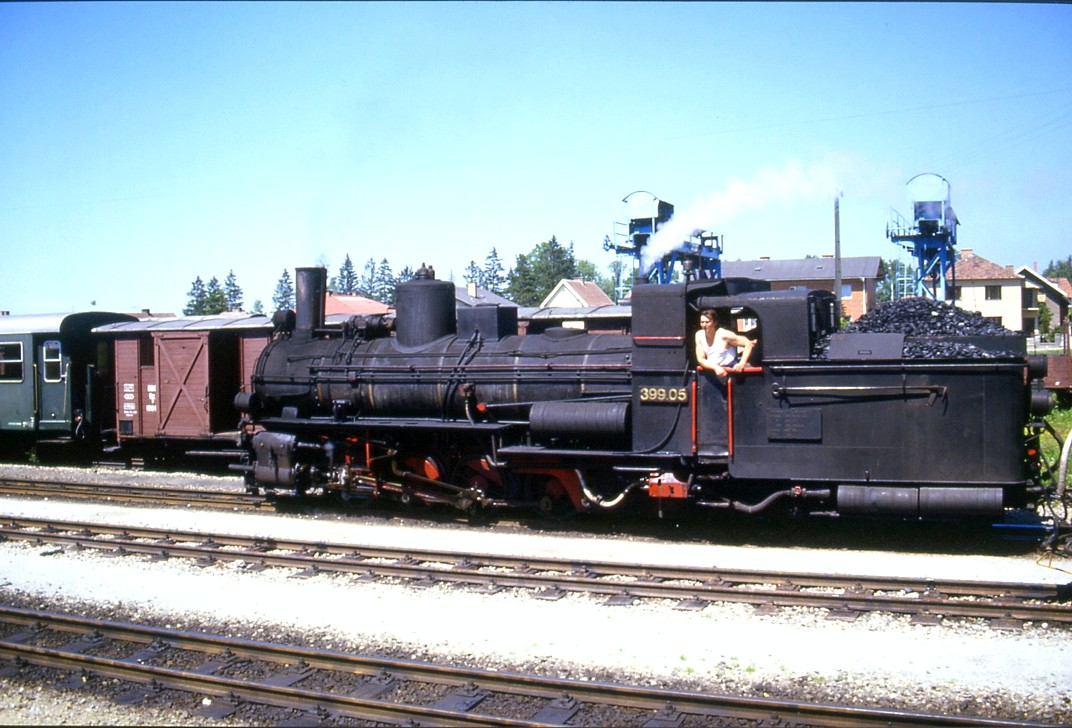
399.05 in Gmünd (1985)
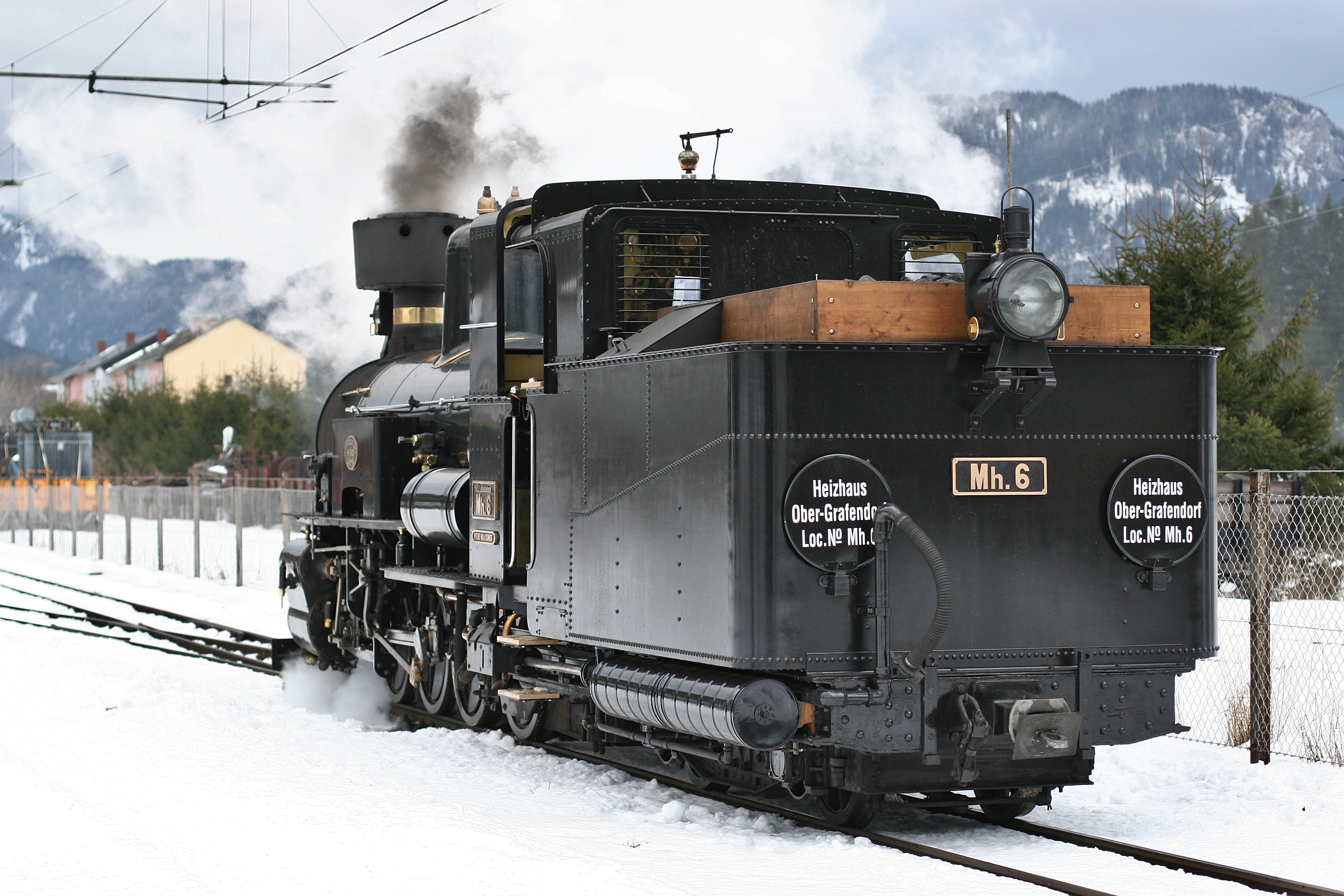
Stütztender der Mh.6
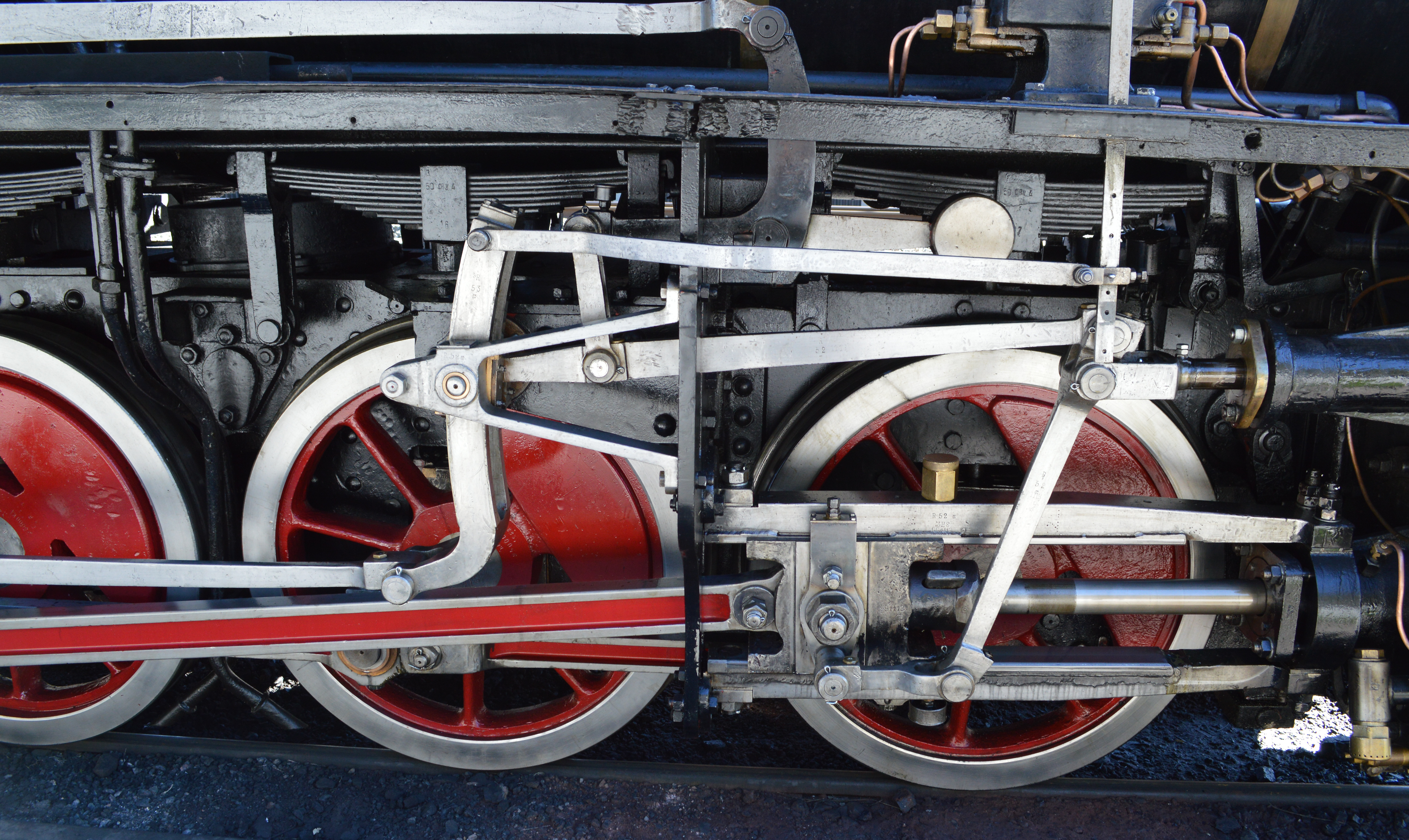
Triebwerk der Mh.3